# Vil·la d'Este
|  | Per a altres significats, vegeu «Vil·la d'Este (Cernobbio)». |

La vil·la d'Este és una vil·la a Tívoli, prop de Roma. Declarada Patrimoni de la Humanitat, és una peça mestra de l'arquitectura italiana i especialment del disseny de jardins.

## Història
Va ser encarregada pel cardenal Hipòlit II d'Este (1509-1572), fill d'Alfons I d'Este i de Lucrècia Borja, i net del papa Alexandre VI. Havia estat nomenat governador de Tívoli pel papa Juli III, amb el regal de la vil·la preexistent, la qual va reconstruir completament seguint els dissenys de Pirro Ligorio, sota la direcció de l'arquitecte i enginyer ferrarès Alberto Galvani, que solia treballar molt sovint amb la família Este. El pintor cap de l'ambiciosa decoració interior va ser Livio Agresti de Forlì. Des del 1550 fins a la seva mort el 1572, quan la vil·la estava gairebé acabada, el cardenal d'Este va crear un edifici palatí envoltat d'uns esplèndids jardins amb terrasses en un estil manierista propi de l'última etapa del renaixement, que es va aprofitar plenament de l'espectacular vessant però que va requerir d'innovacions per portar aigua suficient per abastir totes les fonts, cascades i jocs d'aigua que els decoren. El resultat és una sèrie de grans vil·les del segle xvi amb estructures de jocs d'aigua situades als turons que envolten la campanya romana, com la vil·la Lante, la vil·la Farnesio de Caprarola i les vil·les Aldobrandini i Torlonia a Frascati. El seu planejament del jardí i els seus trets aquàtics es van imitar al llarg dels dos segles següents des de Portugal fins a Polònia.
Agafant la inspiració (i moltes estàtues i gran part del marbre usat en la construcció) de la propera vil·la Adriana, el palatí retir de l'emperador Hadrià, i revivint tècniques romanes d'enginyeria hidràulica per proporcionar aigua a una sèrie de fonts sense precedents, el cardenal va crear un elaborat jardí de fantasia la barreja d'elements arquitectònics i jocs d'aigua van tenir una enorme influència en el disseny europeu de paisatges.
Pirro Ligorio, responsable dels programes iconogràfics desenvolupats en les pintures al fresc de la vil·la, va ser també l'encarregat de dissenyar els jardins, amb l'assistència de Thomaso Chiruchi de Bolonya, considerat un dels millors enginyers hidràulics del segle XVI; Chiruchi havia treballat en les fonts de la vil·la Lante. En la vil·la d'Este va ajudar en els dissenys tècnics de les fonts un francès, Claude Venard, que era un expert creador d'orgues hidràulics.
El cardenal Alessandro d'Este va reparar i va ampliar els jardins el 1605. Al segle xviii, la vil·la i els seus jardins passen a la casa d'Habsburg després que Hèrcules III d'Este se'ls va llegar a la seva filla Maria Beatriu, casada amb el gran duc Ferran d'Habsburg. La vil·la i els seus jardins van ser descuidats. Els enginys hidràulics cauen en desús i moltes de les escultures decoratives encarregades per Hipòlit d'Este es dispersen per diferents llocs, quedant plasmada la sensació de decadència per diferents artistes com Carl Blechen i altres pintors. La situació va canviar durant la tinença del cardenal Gustav von Hohenlohe; el cardenal va tenir com a convidat a Franz Liszt, que va evocar el jardí en la seva obra Les Jeux d'Eaux à la Villa d'Este i va fer aquí un dels seus últims concerts. La vil·la d'Este va ser adquirida per l'Estat Italià després de la primera guerra mundial, restaurada i moblada de nou amb pintures dels magatzems de la Galeria Nacional de Roma. El volum de poemes de Jean Garrigue, titulat Un passeig per l'aigua en la vil·la d'Este (1959) continua una llarga tradició de poesia inspirada pels jardins. Kenneth Anger va filmar Eaux d'artifice entre els enginys hidràulics del jardí. Així que la vil·la ha estat aplaudida en poesia, pintura i música.
La vil·la acull el Museu Didàctic del Llibre Antic, un museu educatiu sobre l'estudi i la conservació de llibres antics.

## Edifici

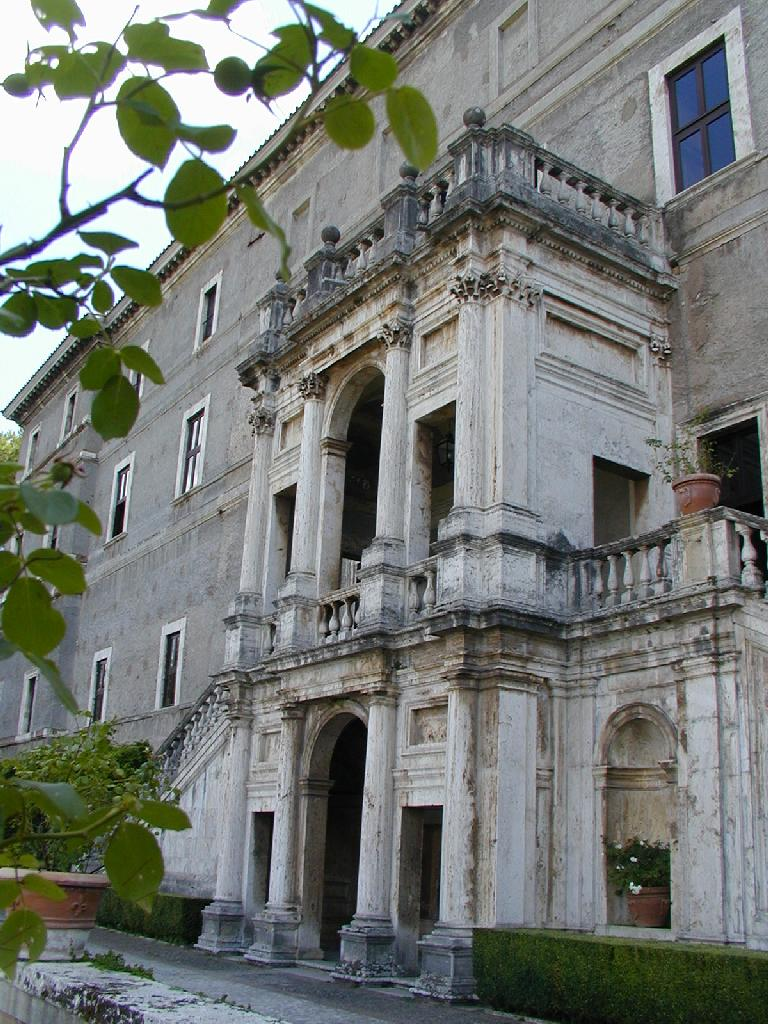
Façana dels Jardíns

La vil·la en si envolta per tres costats un pati del segle xvi, que anteriorment va ser el claustre d'un monestir benedictí. La font en una de les parets laterals, emmarcada en estil dòric, conté una escultura d'una nimfa adormida en una gruta guardada per les àguiles heràldiques dels Este, amb un baix relleu emmarcat per branques de poma que lliguen la vil·la amb el Jardí de les Hespèrides. L'entrada principal porta a l'anomenat Appartamento Vecchio, l'«Apartament Vell» o planta primera construïda per Hipòlit d'Este, amb els seus sostres de volta pintats al fresc amb al·legories seculars de Livio Agresti i els seus estudiants, centrats en la gran sala, amb la seva espectacular vista sobre l'eix central dels jardins, que van caient en un seguit de terrasses. A dreta i esquerra hi ha una filera d'habitacions, la de l'esquerra conté la biblioteca del cardenal Hipòlit i tot seguit està el seu dormitori, amb la capella a sota i les escales privades que menen a la planta inferior, el (Appartamento Nobile), que dona directament a la gran llotja o balconada de Pirro Ligorio que sobrevola la terrassa de graveta i està decorada a imitació d'un d'arc triomfal.

## Jardins
El pla del jardí s'organitza al voltant d'un eix central i amb eixos secundaris que el tallen d'un caràcter calculadament variat, refrescat amb cinc-cents dolls en forma de fonts, cascades i abeuradors d'aigua pel voltant. L'aigua abundant la proporcionen dos recursos: el riu Aniene, que passa a una distància d'un quilòmetre però que és desviat parcialment travessant la ciutat, i a més arriba aigua de la deu Rivellese, que omple una cisterna construïda sota del pati de la vil·la. El jardí forma part de l'associació de conservació Grandi Giardini Italiani.
Algunes de les fonts més destacades són:
- La Fontana dell'Ovato («Font Oval») cau en cascada des de la seva pila en forma d'ou fins a un estany col·locat contra un nimfeu rústic.
- Le Cento Fontane («Les cent fonts»).
- Fontana della Rometta (Font del model de Roma).

La terrassa més alta de la vil·la acaba en una balconada amb balustrada a la part esquerra, que té una panoràmica general sobre la plana que queda per sota. Dos trams d'escala simètrics flanquegen l'eix central i porten a la següent terrassa del jardí, amb la gruta de Diana, ricament decorada amb frescos i mosaic de còdol a un costat, i la Fontana del Bicchierone («Font de la gran tassa») en el centre, indirectament atribuïda a Bernini, on l'aigua sorgeix d'una aparent roca natural i cau en una pila amb forma de petxina.
Per baixar al següent nivell, el visitant ha d'agafar escales a qualsevol dels dos extrems —l'elaborat complex de fonts denominat la Rometta («la petita Roma») queda a l'extrem de l'esquerra— per veure tota la longitud de les cent fonts en el següent nivell, on els dolls d'aigua omplen un llarg i rústic abeurador, i la Fontana dell'Ovato («Font Oval») de Pirro Ligorio. Un visitant pot caminar per darrere l'aigua a través de l'arcada encoixinada del nimfeu còncau, que està habitat per nimfes de marbre obra de Giovanni Battista della Porta. Sobre el nimfeu, l'escultura de Pegàs recorda al visitant la font Hipocrene del Parnàs, llar de les muses.
Aquesta terrassa s'uneix a la següent gràcies a la central «font dels dracs» que domina la perspectiva central dels jardins. Construïda per a una visita el 1572 del papa Gregori XIII, el blasó conté un drac. Les escales centrals porten a través d'un vessant de fusta fins a tres estanys de peixos, col·locats en l'eix creuat en el punt més baix dels jardins, que acaba a la dreta amb l'orgue hidràulic i la font de Neptú.